# Liste der Stolpersteine in Berlin-Grunewald
Die Liste der Stolpersteine in Berlin-Grunewald enthält die Stolpersteine im Berliner Ortsteil Grunewald im Bezirk Charlottenburg-Wilmersdorf, die an das Schicksal der Menschen erinnern, die im Nationalsozialismus ermordet, deportiert, vertrieben oder in den Suizid getrieben wurden. Die Spalten der Tabelle sind selbsterklärend. Die Tabelle erfasst insgesamt 60 Stolpersteine und ist teilweise sortierbar; die Grundsortierung erfolgt alphabetisch nach dem Familiennamen.
| Bild | Name                     | Standort                   | Verlegedatum  | Information |                     |
| ---- | ------------------------ | -------------------------- | ------------- | --- | ------------------- |
|      | Minna Baad               | Gneiststraße 8             | 21. Aug. 2006 | Minna Bach kam am 16. Juni 1862 in Altenstadt (Bayern) als Tochter des Max Bach und seiner Frau Regina geborene Bernheim zur Welt. Sie hatte noch acht Geschwister. 1893 heiratete sie in Wien den Witwer Julius Baad. Sie war zumindest von 1907 bis 1918 Vorstandsmitglied (bzw. Mitglied der „Damen-Kommission“) im „Hietzinger Frauen-Wohltätigkeitsverein“, dem späteren „Wiener Frauenverein zum Schutze armer verlassener Kinder“ (gegründet 1906). Auch war sie um 1903 neben Anna Pick Mitglied im Vorstand des zionistischen Frauen- und Mädchenvereines „Fünfhaus“. Ihr Mann starb 1912 in Wien. In Berlin wohnte die Witwe in Grunewald in der Gneiststraße 8. Deportiert wurde Minna Baad, die gerade 80 Jahre alt geworden war, am gleichen Tag wie ihre Haus-Mitbewohnerin Jenny Michalski vom Anhalter Bahnhof in Berlin am 10. Juli 1942 in das Ghetto Theresienstadt, das ihr und anderen als „Alterssitz“ angepriesen worden war. Am 19. September 1942 ist sie dann nach Treblinka ins Vernichtungslager gebracht worden. Nachfahren aus der ersten Ehe ihres Mannes leben heute in England. | 52.490339 13.272622 |
|      | Artur Barasch            | Baraschstraße 11           | 21. Mai 2008  | Eine Biografie ist zu finden unter Warenhaus Gebrüder Barasch (Breslau) | 52.489549 13.272429 |
|      | Elisabeth Bendix         | Lynarstraße 9              | 20. März 2012 | Elisabeth (Elly) Bernhard kam am 19. November 1897 in Berlin als Tochter des Kaufmanns Paul Bernhard und seiner Frau Anna geborene Kaufmann in Berlin zur Welt. Sie wurde Schauspielerin und heiratete 1920 den Fabrikbesitzer Otto Bendix. Sie zogen nach Wilmersdorf in die Berliner Straße, wo der Sohn Peter am 2. Januar 1922 geboren wurde. Otto Bendix erwarb eine Villa mit Hausgarten in der Lynarstraße 9 in der neu entstandenen Villenkolonie Grunewald. 1926 trat das Ehepaar aus der jüdischen Religionsgemeinschaft aus, Elisabeth und Peter ließen sich evangelisch taufen. Elisabeth Bendix hatte Engagements auf Londoner und Berliner Bühnen, unter anderem spielte sie unter der Regie von Philipp Manning und Leontine Sagan im „Internationalen Theater“ Unter den Linden. Wegen ihrer jüdischen Herkunft erhielt Elisabeth ab 1935 kein Engagement mehr. Die ihrem Mann und seiner Familie gehörende Firma Bendix & Comp in Sorau/Niederlausitz wurde mit Wirkung vom 9. November 1938 liquidiert. Die Familie musste Tafelsilber, Schmuck, Edelmetalle und auch Ottos silbernes Zigarettenetui abliefern. Alle Bemühungen, die Auswanderung zu erreichen, schlugen fehl. Allein der Sohn Peter konnte im Januar 1939 mit einem Kindertransport entkommen. Die Villa in der Lynarstraße musste an den langjährigen Untermieter, den Parteigenossen Paul Thiefes, verkauft werden, auch musste die Familie Bendix die bislang bewohnte 10-Zimmer-Wohnung räumen und in eine kleine Wohnung im 1. Stock ziehen. Elisabeth Bendix leistete Zwangsarbeit als Kartoffelschälerin bei der Firma Georg Kappel in Wilmersdorf; für einen Zentner geschälte Kartoffeln erhielt sie 2 RM. In der Vermögenserklärung gab das Ehepaar das ihm verbliebene Vermögen noch mit circa 110.000,– RM an. Am 25. November 1941 wurde das Paar in die Sammelstelle Levetzowstraße verbracht und am 27. November 1941 nach Riga deportiert. Am 30. November 1941 wurde alle Personen dieses Transports im Wald von Rumbula erschossen. Unter den Angehörigen der Britischen Streitkräfte, die in Deutschland einmarschierten, befand sich auch der Sohn Peter Bendix. Er starb 1998 in England. | 52.489669 13.283126 |
|      | Otto Bendix              | Lynarstraße 9              | 20. März 2012 | Otto Bendix kam am 25. Januar 1883 in Berlin als Sohn des Kaufmanns Waldemar Bendix und seiner Frau Bertha geborene Katz zur Welt. Er hatte zwei Brüder: Friedrich (1877) und Kurt (1880), und eine Schwester Martha (1879). Zusammen mit dem Bruder Friedrich übernahm er 1914 die Leitung der zuvor ihrem Vater gehörenden Leinenmanufaktur/Woll- und Baumwollweberei in Sorau/Niederlausitz. Der Geschäftssitz der Firma Bendix & Comp und eine Großhandlung befanden sich in der Bischofstraße nahe am Neuen Markt. 1920 heiratete Otto Bendix die Schauspielerin Elisabeth Bernhard, der Sohn Peter wurde 1922 geboren. Otto Bendix erwarb eine Villa in der Lynarstraße 9 in Grunewald, der neu angelegten Villenkolonie. 1926 erklärte das Ehepaar seinen Austritt aus dem Judentum. Die Firma Bendix & Comp wurde mit Wirkung vom 9. November 1938 liquidiert. Die Familie musste das Tafelsilber, Schmuck, Edelmetalle und auch Ottos silbernes Zigarettenetui abliefern. Alle Bemühungen, die Auswanderung zu erreichen, schlugen fehl. Allein der Sohn Peter konnte im Januar 1939 mit einem Kindertransport entkommen. Die Villa in der Lynarstraße musste an den langjährigen Untermieter, den Parteigenossen Paul Thiefes, verkauft werden, auch musste die Familie Bendix die bislang bewohnte 10-Zimmer-Wohnung räumen und in eine kleine Wohnung im 1. Stock ziehen. Ab Juli 1941 war Otto Bendix als Zwangsarbeiter für einen Tageslohn von 6,12 Reichsmark bei der Firma Otto Wolff in Tempelhof tätig. In der Vermögenserklärung gab das Ehepaar das ihm verbliebene Vermögen noch mit circa 110.000,– RM an. Am 25. November 1941 wurden Otto und Elisabeth Bendix in die Sammelstelle Levetzowstraße verbracht und am 27. November 1941 nach Riga deportiert. Am 30. November 1941 wurden alle Personen dieses Transports im Wald von Rumbula erschossen. Unter den Angehörigen der Britischen Streitkräfte, die in Deutschland einmarschierten, befand sich auch der Sohn Peter Bendix. Er starb 1998 in England. | 52.489669 13.283127 |
|      | Peter Bendix             | Lynarstraße 9              | 20. März 2012 | Peter Bendix kam am 2. Januar 1922 in Berlin als Sohn des Fabrikbesitzers Otto Bendix und seiner Frau, der Schauspielerin Elisabeth geborene Bernhard, zur Welt. Die Familie war wohlhabend, sein Vater war zusammen mit einem Bruder Eigentümer einer Leinenmanufaktur/Woll- und Baumwollweberei in Sorau/Niederlausitz. Seine Eltern traten aus der jüdischen Religionsgemeinschaft aus, Peter und seine Mutter wurden evangelisch getauft. Die Familie lebte in ihrer eigenen Villa in der Lynarstraße 9 in einer 10-Zimmer-Wohnung. Die der Familie gehörende Textilfirma musste 1938 liquidiert werden, Peter Bendix konnte im Januar 1939 noch mit einem Kindertransport nach England entkommen. Er gehörte zu den Angehörigen der Britischen Streitkräfte, die in Deutschland einmarschierten. | 52.489669 13.283128 |
|      | Klara Beiser             | Gneiststraße 8             | 21. Aug. 2006 | Klara Wronker kam am 7. Oktober 1874 in Wolgast als Tochter des Michaelis Wronker und dessen Frau Therese geborene Israel auf die Welt. Sie heiratete 1902 in Berlin Simon Beiser, Sohn des Efraim Chaim Ber Beiser und seiner Frau Deborah aus Kolomea, Galizien. Der Sohn Herbert wurde 1903 geboren, es folgen die Töchter Dora (1904) und Margot (1910). Ihr Mann betrieb gemeinsam mit seinem Bruder Mechel Beiser unter der Firma Gebrüder Kassner eine Möbelhandlung mit Kreditgeschäft in der Bülowstraße 6 und die Möbelfabrik Robert Seelisch in der Rigaer Straße 71–73a. Auch das Grundstück Rigaerstraße 71–73 a gehörte ihnen. Am 1. April 1936 zog das Ehepaar von der Levetzowstraße 16 in die Klopstockstraße 30 um. Die Ehe wurde um 1940 geschieden und Clara Beiser wohnte zuletzt in Berlin-Grunewald in der Pension Ebstein in der Gneiststraße 8. Sie wurde im Januar 1942 in die Sammelstelle in der ehemaligen Synagoge Levetzowstraße 7–8 gebracht. Ihre Deportation nach Riga (Lettland) fand am 13. Januar 1942 vom Güterbahnhof in Grunewald statt. Dort wurde sie trotz ihres hohen Alters zunächst in das Ghetto eingeliefert. Am 31. Dezember 1944 wurde Klara Beiser ermordet. Der Sohn Herbert konnte nach England entkommen und kämpfte in der englischen Armee in Ägypten gegen die Wehrmacht. Er fiel 1941, er hinterließ eine Frau Lea und eine Tochter Michaela in Tel Aviv. Die beiden Töchter Dora und Margot konnten nach England entkommen. Für ihren geschiedenen Mann Simon liegt ein Stolperstein in der Levetzowstraße 16, für ihren Schwager Mechel Beiser und dessen Frau Rosalie liegen Stolpersteine in der Wernerstraße 10 in Wannsee. |                     |
|      | Anna Berend              | Paulsborner Straße 42      | 22. Okt. 2015 | Anna Berend wurde am 1. August 1879 in Hannover geboren. Künstlerisch begabt nahm sie Malunterricht bei Leo von König und Dora Hitz, beide Mitglieder der Berliner Secession. Sie war unverheiratet, unterrichtete Kinder im Charlottenburger Jugendheim in Handarbeiten und wohnte mit ihrem Bruder Eduard Berend, dessen Haushalt sie führte, in Grunewald, im zweiten Stock einer Villa in der Wangenheimstraße 41. Am 4. Dezember 1938 schickte Eduard Berend aus dem KZ Sachsenhausen eine Postkarte an seine Schwester Anna, in der er von einer „unumgänglichen Auswanderung“ in die USA oder nach Schweden schrieb. Diese Postkarte war am 9. Dezember 1938 gestempelt, Eduard Berend war jedoch zwei Tage zuvor aus der Haft entlassen worden. Ihm gelang im Dezember 1939 die Flucht in die Schweiz. Mehr als drei Jahre lebte die damals 63-jährige Anna Berend noch im Grunewald. Am 26. Februar 1943 wurde sie zusammen mit 1095 Menschen vom Güterbahnhof Moabit in das Vernichtungslager Auschwitz deportiert, nachdem sie sich im Sammellager Große Hamburger Straße 26, einem von der Geheimen Staatspolizei (Gestapo) zu diesem Zweck missbrauchten früheren jüdischen Altersheim, hatte registrieren lassen müssen. | 52.488333 13.287778 |
|      | Emmy Braun               | Wallotstraße 10            | 17. Juli 2007 | Emmy Grün kam am 22. April 1882 in Berlin als Tochter von Josef Oskar Grün und seiner Frau Franziska geborene Cohn zur Welt. Ihr Vater war Eigentümer eines Metallwarenwerks in Schöneweide. Sie heiratete 1905 in Berlin den Kaufmann Georg Braun. Sie lebten am Bethanienufer 6 II, als am 19. Oktober 1906 der Sohn Herbert geboren wurde. 1910 wurde noch eine Tochter geboren, die aber kurz nach der Geburt starb. Sie zogen nach Grunewald in die Wallotstraße 10, das Haus gehörte ihrem Vater Josef Oskar Grün. Seit 1936 war Emmy Braun die Eigentümerin des Hauses, in dem sie vermutlich aus wirtschaftlichen Gründen eine Pension betrieb (Familienheim im Grunewald). Um die Genehmigung zur Ausreise zu erhalten, musste Emmy Braun das Haus Wallotstraße 10 an die „Deutsche Jägerschaft“ verkaufen, die es zur Errichtung eines Reichsjagdmuseums benötigte. So konnten Emmy und Georg Braun mit Herbert am 23. Juli 1940 nach Shanghai emigrieren. Die dortigen Verhältnisse waren desaströs, Georg Braun starb am 29. März 1941, Emmy Braun folgte ihm am 24. Dezember 1943. Ihr Sohn Herbert überlebte Shanghai, flog 1949 von dort nach Israel, kehrte aber wieder nach Berlin zurück, wo er 1966 heiratete und 1982 starb. | 52.491975 13.278537 |
|      | Georg Braun              | Wallotstraße 10            | 17. Juli 2007 | Georg Braun kam am 22. Juli 1872 in Magdeburg als Sohn des Wolf Abraham Adolf Braun und seiner Frau Helene geborene Nathan zur Welt. Er hatte einen Bruder Dan Wilhelm (1869). Er wurde Kaufmann und zog nach Berlin, wo er 1905 mit seinem Bruder die Firma Gebrüder Braun, Chemie und Drogeriewaren gründete und die Firma W.Bode als Nachfolger übernahm. Ebenfalls 1905 heiratete er Emmy Grün. Sie wohnten am Bethanienufer 6 II als 1906 der Sohn Herbert geboren wurde. 1910 wurde eine Tochter geboren, die aber kurz nach der Geburt starb. Die Familie zog nach Grunewald, Wallotstraße 10, das Haus gehörte dem Vater von Emmy Braun. 1936 wurde Emmy vermutlich als Erbin Eigentümerin des Hauses, in dem sie nun eine Pension betrieb (Familienheim im Grunewald). Um die Genehmigung zur Ausreise zu erhalten, musste Emmy Braun das Haus Wallotstraße 10 an die „Deutsche Jägerschaft“ verkaufen, die es zur Errichtung eines Reichsjagdmuseums benötigte. So konnten Emmy und Georg Braun mit Herbert am 23. Juli 1940 nach Shanghai emigrieren. Die dortigen Verhältnisse waren desaströs, Georg Braun starb am 29. März 1941, Emmy Braun folgte ihm am 24. Dezember 1943. Ihr Sohn Herbert überlebte Shanghai, flog 1949 von dort nach Israel, kehrte aber wieder nach Berlin zurück, wo er 1966 heiratete und 1982 starb. Georgs Bruder Dan Wilhelm Braun wurde am 2. März 1943 mit seiner Frau Zilla und Sohn Denny nach Auschwitz deportiert und ermordet. Ihre Firma Gebrüder Braun wurde 1941 im Handelsregister gelöscht. | 52.491975 13.278538 |
|      | Günther Dammann          | Baraschstraße 17           | 4. Okt. 2010  | Samuel Günther Dammann kam am 8. März 1910 in Berlin als Sohn des Bankiers Emil Dammann und dessen Frau Agnes geborene Mosheim zur Welt. Seine Geschwister waren Egon (1908) und Lau (1915). Seit 1924 war er Zauberkünstler unter dem Künstlernamen „Robertini“, er war Schüler des Illusionisten Chevalier Ernest Thorn (1855–1928). Er veröffentlichte 1933 sein Buch Die Juden in der Zauberkunst. Er wurde am 5. September 1942 nach Riga deportiert und dort am 8. September 1942 ermordet. Der Stein wurde als 1000. Stolperstein im Bezirk Charlottenburg-Wilmersdorf verlegt. | 52.489357 13.272306 |
|      | Helene Dobrin            | Hagenstraße 19             | 2. Juli 2014  | Helene Dobrin, geb. Leiser, die am 18. August 1878 in Leipzig geboren ist, „einer wunderhübschen, blauäugigen Frau“, die „Leni“ genannt wurde, wie in der Familie überliefert ist. Sie bekamen drei Kinder: Lily, Ruth und Max, der 1911 geboren ist und Josie Dobrins Großvater ist. Moritz und Helene Dobrin wurden am 5. August 1942 vom knapp einen Kilometer entfernten Bahnhof Grunewald ins Ghetto Theresienstadt deportiert. Helene Dobrin ist dort am 14. April 1944 an den grauenvollen Daseinsumständen im Ghetto ums Leben gekommen. Moritz Dobrin arbeitete in der Bäckerei und hatte Brot, konnte aber seine Frau aber nicht versorgen. Er war schließlich unter den 1.200 Glücklichen, die mit einem geheimen Sondertransport aus Theresienstadt am 3. Februar 1945 in die Schweiz gelangten. Er ging zu seinem Sohn Max und ist am 23. Mai 1951 in London gestorben. |                     |
|      | Isidor Dobrin            | Koenigsallee 34            | 20. März 2012 | Isidor Dobrin kam am 22. November 1876 in Schlochau (Westpreußen) als Sohn des Pferdehändlers Philipp Dobrin und seiner Frau Minna geborene Todtenkopf zur Welt. Seine Geschwister waren: Wolf (1867), Maria (1869), Moritz (1872), Hermann (1874) und Caecilie (1877). Isidor wurde Konditor wie sein Bruder Moritz, zog nach Berlin und heiratete 1924 Rosalia (Rosa) Goldschmidt. Die Tochter Mirjam kam am 29. Dezember 1926 auf die Welt. Die Familie lebte in Grunewald, Koenigsallee 34 A. Isidor war Besitzer mehrerer Konditoreien in Berlin, so derjenigen in der Jerusalemer Straße und einer an der Spandauer Brücke. Isidor und sein Bruder Moritz gehörten zu den Gründungsmitgliedern der Synagoge in Grunewald und sie waren Vorstandsmitglieder des Jüdischen Altersheims in der Berkaer Straße in Grunewald. 1937 stiftete er eine Thorarolle. Im April 1939 schickten die Eltern ihre Tochter Mirjam mit einem sogenannten Kindertransport nach England. Isidors Bruder Moritz musste mit seiner Frau aus der Villa in der Hagenstraße ausziehen und zog zu seinem Bruder Isidor in die Koenigsallee 34 A. Zunächst wurden Moritz und seine Frau Helene am 5. August 1942 deportiert und zwar nach Theresienstadt, auf der Transportliste wurde Moritz Dobrin als Ordner bezeichnet. Am 12. Januar 1943 wurden Rosa und Isidor Dobrin nach Auschwitz deportiert und dort ermordet. Moritz Dobrin überlebte, weil er als Bäcker in Theresienstadt arbeiten konnte und so Lebensmittel erhielt, er hatte das Glück, mit einem geheimen Sondertransport mit 1200 Menschen aus Theresienstadt am 3. Februar 1945 in die Schweiz zu gelangen. Seine Frau Helene starb am 4. April 1944 in Theresienstadt. Die Tochter Mirjam heiratete Norbert Cohn, ihre Kinder waren Jeremy, Gav und Anthony. Moritz und Helene Dobrin hatten drei Kinder: Lilly (1908), Tony (1910) und Ruth (1913). Ruth starb 1940, die beiden anderen entkamen nach England bzw. USA. Die Stolpersteine wurden vom Enkelsohn Jeremy Cohn gespendet. | 52.486166 13.271005 |
|      | Moritz Dobrin            | Hagenstraße 19             | 2. Juli 2014  | Moritz Dobrin wurde am 2. Februar 1872 in Schlochau (Westpreußen) geboren. Seine Eltern hießen Philip, der Pferdehändler war, und Minna, geb. Totenkopf, die sieben Kinder hatten. Verheiratet war er mit Helene Dobrin, geb. Leiser, die am 18. August 1878 in Leipzig geboren ist. Sie bekamen drei Kinder: Lily, Ruth und Max, der 1911 geboren ist und Josie Dobrins Großvater ist. Moritz Dobrin war im Ersten Weltkrieg ausgezeichnet worden und dachte, er bliebe von der Judenverfolgung unberührt. Wie sein Bruder Isidor war er in der Jüdischen Gemeinde aktiv. Sie gehörten zu den Gründungsmitgliedern der Synagoge in Grunewald und waren Vorstandsmitglieder des Jüdischen Altersheims in der Berkaer Straße in Grunewald. Beide waren Bäcker und Konditoren, Moritz besaß mehrere Geschäfte (das erste hatte er schon 1896 eröffnet). Seine sechs Cafés, darunter eins am Kurfürstendamm 202, waren elegant eingerichtet und bei der Berliner Bevölkerung sehr beliebt. 1919 kauften sie in der Hagenstraße in Grunewald eine schmucke Villa, die vorher den Charlottenburger Buchhändlern Tränkel gehört hatte. Der Sohn Max hatte schon in den 1930er Jahren nach London flüchten können, wo er mit seiner Frau Ida zwei Söhne hatte: Michael und Tony. Moritz und Helene Dobrin wurden am 5. August 1942 vom knapp einen Kilometer entfernten Bahnhof Grunewald ins Ghetto Theresienstadt deportiert. Helene Dobrin ist dort am 14. April 1944 an den grauenvollen Daseinsumständen im Ghetto ums Leben gekommen. Moritz Dobrin arbeitete in der Bäckerei und hatte Brot, konnte aber seine Frau aber nicht versorgen. Er war schließlich unter den 1.200 Glücklichen, die mit einem geheimen Sondertransport aus Theresienstadt am 3. Februar 1945 in die Schweiz gelangten. Er ging zu seinem Sohn Max und ist am 23. Mai 1951 in London gestorben. |                     |
|      | Rosalie Dobrin           | Koenigsallee 34            | 20. März 2012 | Rosalia (Rosa) Goldschmidt kam am 15. November 1886 in Tuchel als Tochter des Salomon Goldschmidt und seiner Frau Minna geborene Foller zur Welt. Sie heiratete 1924 in Berlin den Konditor Isidor Dobrin. Sie zogen nach Grunewald in die Koenigsallee 34 A. Am 29. Dezember 1926 wurde die Tochter Mirjam geboren. Isidor war Besitzer mehrerer Konditoreien in Berlin, so derjenigen in der Jerusalemer Straße und einer an der Spandauer Brücke. Isidor und sein Bruder Moritz gehörten zu den Gründungsmitgliedern der Synagoge in Grunewald und sie waren Vorstandsmitglieder des Jüdischen Altersheims in der Berkaer Straße in Grunewald. Im April 1939 schickten die Eltern ihre Tochter Mirjam mit einem sogenannten Kindertransport nach England. Isidors Bruder Moritz musste mit seiner Frau aus der Villa in der Hagenstraße ausziehen und zog zu seinem Bruder Isidor in die Koenigsallee 34 A. Zunächst wurden Moritz und seine Frau Helene am 5. August 1942 nach Theresienstadt deportiert, auf der Transportliste wurde Moritz Dobrin als Ordner bezeichnet. Am 12. Januar 1943 wurden Rosa und Isidor Dobrin nach Auschwitz deportiert und dort ermordet. Die Tochter Mirjam heiratete Norbert Cohn, ihre Kinder waren Jeremy, Gav und Anthony. | 52.486166 13.271006 |
|      | Hugo Elkeles             | Hubertusallee 8            | 7. Juli 2009  | Hugo Elkeles kam am 31. Mai 1896 in Posen als Sohn des Samuel Elkeles und seiner Frau Paula geborene Vogel zur Welt. Er war ab 1914 Einjährig-Freiwilliger Kriegsteilnehmer und erhielt neben dem Eisernen Kreuz auch den osmanischen Eisernen Halbmond. 1922 gründete er mit seinem Bruder Julian Elkeles eine Holzhandlung in Berlin-Weißensee. 1928 heiratete er Lucie Hirsch, die Kinder wurden geboren: 1931 Simon, 1936 Gideon und 1937 Eva. Die Familie lebte in dem Haus Gillstraße 2a, das bereits seit langem seinem Vater gehörte. Ab 1933 wurde Hugo Elkeles immer wieder von der Gestapo verhört, er starb am 29. Juni 1937 an den Folgen der Misshandlungen. Seine Ehefrau konnte mit drei Kindern 1938 nach Palästina fliehen. | 52.49366 13.2855    |
|      | Hans Ellstaetter         | Toni-Lessler-Straße 13     | 22. Sep. 2013 | Hans Ellstaetter wurde am 6. Dezember 1914 in Berlin geboren. Kurz nach der Geburt wurde er von dem jüdischen Ehepaar Toni und Dr. Karl Ellstaetter adoptiert und wuchs in Grunewald am Seebergsteig 13–17 (jetzt Toni-Lessler-Straße) auf. Nach Grundschule und Gymnasium ging er 1928 in das Internat „Le Rosey“ in der Schweiz. 1931 kehrte er nach Berlin zurück und begann eine kaufmännische Ausbildung bei Daimler-Benz. Um 1933 gelang es der Familie Ellstaetter, für Hans und die vier Jahre jüngere Adoptiv-Halbschwester Eva Ariernachweise zu erlangen. 1935 trat Hans Ellstaetter seinen Dienst bei der Wehrmacht an. Zeitweilig war er bei der Legion Condor im Spanischen Bürgerkrieg eingesetzt. Dort traf er Gleichgesinnte, die im anonymen Widerstand aktiv waren. Sie trafen sich in Berlin im Sportverein Sportkameraden (SK) und möglicherweise auch im Grunewald Tennisclub (GTC). Beim Sport lernte Hans Ellstaetter Susanne Kreis, geboren am 23. August 1918 in Kolmar als Tochter von Fritz und Antonie Kreis, kennen. Sie hatte eine Ausbildung an der Haushaltungsschule Wilmersdorf gemacht und war von 1936 bis 1939 beim Carl-Duncker-Verlag als Bürofachfrau angestellt. 1939 heirateten Hans und Susanne Ellstaetter. Mit anderen Sportvereinsmitgliedern versuchten sie untergetauchten und von der Deportation bedrohten Juden zu helfen. Auch Eva Ellstaetter gehörte zu diesem Widerstandskreis, ebenso der Sport- und Familienfreund Kurt Hansen, geboren am 4. November 1915 in Flensburg. Nachdem Hans Ellstaetter an verschiedenen Orten bei der Wehrmacht eingesetzt war, wurde er 1940 in Paris zu einer Flugzeugmotorenfabrik abgeordnet, die zu Daimler-Benz gehörte. In dieser Zeit pendelte er regelmäßig zwischen Paris und Berlin und nutzte diese Möglichkeit für Kurierdienste und um Wertgegenstände wie Schmuck, Geld und Dokumente verfolgter Juden außer Landes zu schmuggeln, oft eingenäht in Militärmäntel. Diese Widerstandsaktivitäten flogen auf, vermutlich ist Hans Ellstaetter denunziert worden. Er wurde am 1. Februar 1942 erneut einberufen und als Unteroffizier an die Ostfront strafversetzt. Dort ist er am 5. April 1942 bei Smolensk gefallen. Ein weiterer Stolperstein liegt für Hans Ellstaetter in Lichterfelde, Schöppinger Straße 2. |                     |
|      | Susanne Ellstaetter      | Toni-Lessler-Straße 13     | 22. Sep. 2013 | Susanne Kreis, geboren am 23. August 1918 in Kolmar als Tochter von Fritz und Antonie Kreis, lernte Hans Ellstaetter beim Sport kennen. Sie hatte eine Ausbildung an der Haushaltungsschule Wilmersdorf gemacht und war von 1936 bis 1939 beim Carl-Duncker-Verlag als Bürofachfrau angestellt. 1939 heirateten Hans und Susanne Ellstaetter. Susanne Ellstaetter wirkte weiter im anonymen Widerstand. Die häufigen Eintragungen im Kalender 1942/43 „Sport, Sport, Sport“ deuten darauf hin, dass sie die Kontakte im Verein weiter für verbotene Aktivitäten nutzte. Ihre beiden Kinder Sybille und Jutta wurden von der Großmutter betreut. Kurt Hansen, der zu dieser Gruppe gehörte, war als Obergefreiter bei der 22. Motorisierten Kompanie im Luftnachrichten-Versorgungs-Regiment in Zehlendorf stationiert. In einem Brief an Susanne Ellstaetter vom 22. Juli 1943 schrieb er: „… Übrigens scheint da irgendwas gegen mich zusammengebraut zu sein, denn heute soll ich zu irgendwas vernommen werden, zu was, weiß ich noch nicht. Ich weiss nur, dass man eine dicke Sache daraus machen will …“ Der Brief endete: „Es könnte ja immerhin die Möglichkeit bestehen, dass ich dich noch ernstlich brauche.“ Was danach geschah, ist nicht überliefert. Jedenfalls nahm offenbar der Druck zu und den Freunden wurde die Ausweglosigkeit ihrer Situation klar. Am 4. Oktober 1943 trafen sie sich ein letztes Mal in der Wohnung in der Schöppinger Straße 2 – wohl in der Absicht, gemeinsam aus dem Leben zu scheiden. Kurt Hansen erschoss zunächst Susanne Ellstaetter und dann sich selbst. Die Geheime Staatspolizei (Gestapo) versiegelte unmittelbar nach dem gemeinsamen Tod die Wohnung, die Gefahr war also akut gewesen. Die von einem Pfarrer informierte Eva Poch, geb. Ellstaetter, war dabei, als die Leiche Susanne Ellstaetters an einer Friedhofsmauer in Gesundbrunnen verscharrt wurde; eine Grabstelle war kurz danach nicht mehr auffindbar. Weitere Belege für die lebensgefährlichen Widerstandsaktivitäten von Hans und Susanne Ellstaetter gibt es nicht, da es sich um einen geheimen und namenlosen Widerstandskreis handelte, der mit Decknamen und Tarnadressen operierte und dessen Handeln nur aus wenigen Quellen rekonstruierbar ist. „Gefragt hat nie jemand was. Es lag ein Mantel des Schweigens über der Organisation“, erinnerte sich Eva Ellstaetter. Ein weiterer Stolperstein liegt für Susanne Ellstaetter in Lichterfelde, Schöppinger Straße 2. |                     |
|      | Frieda Fraenkel          | Gillweg Ecke Hubertusallee | 22. Okt. 2015 | Frieda Fränkel kam am 18. April 1873 in Berlin als Tochter des Dr. iur. Mayer Max Fränkel und seiner Frau Emilie geborene Engel zur Welt. Sie hatte zwei Brüder: Eduard und Bruno. Frieda studierte Malerei im Atelier des Professors Adolf Meyer. Sie blieb ledig und wohnte lange Zeit in der Trabener Straße 25. Bei der Volkszählung 1939 lebte sie in der Gillstraße 9 (heute Gillweg). Von dort wurde sie am 25. September 1942 nach Theresienstadt deportiert, wo sie am 29. Januar 1943 ermordet wurde. Eine befreundete Familie regte die Verlegung des Stolpersteins an und erinnert folgendes: "In der Familie erzählt man, dass sie „die Butter-Fränkel“ genannt wurden und als gut betucht galten. Frieda Fränkels Brüder kämpften im Ersten Weltkrieg für Deutschland und wurden dafür mit dem Eisernen Kreuz ausgezeichnet. Beide konnten vor den Nationalsozialisten fliehen und emigrieren, Frieda Fränkel wollte in Deutschland bleiben, sie sagte: „Einen alten Baum verpflanzt man nicht.“ Frieda Fränkel blieb unverheiratet. Sie war Kunstmalerin und hatte – so wird es in der Familie erzählt – als einzige Frau die Erlaubnis, im Berliner Kaiser-Friedrich-Museum, dem heutigen Bode-Museum, die holländischen Meister zu kopieren. Mehrere ihrer Werke sind im Besitz unserer Familie." |                     |
|      | Robert Graetz            | Erdener Straße 13          | 16. Apr. 2013 | Robert Graetz kam am 5. Oktober 1878 in Berlin als Sohn des Handelsmannes Josef Graetz und seiner Frau Emilie geborene Wolff zur Welt. Seine Geschwister waren Hugo (1875), Sara (1877), Auguste (1880), Else (1882) und Wilhelm Wolff (1887). Nach einer Kaufmannslehre gründete er 1907 mit Georg Glaß die Damenmantelfabrik Glaß & Graetz mit Sitz in der Mohrenstraße. Robert Graetz heiratete 1911 die Opernsängerin Ella Wagner, die Kinder wurden geboren: am 3. Mai 1912 Hilda und am 3. Dezember 1914 Helmuth. 1919 erwarb Robert Graetz eine Villa in der Erdener Straße 13/15, die mit 500 m² Wohnfläche ausreichend Platz sowohl für die Familie als auch für seine im Wachsen begriffene Kunstsammlung bot. Der wirtschaftliche Erfolg seiner Damenkonfektionsfirma ermöglichte ihm, mit Hilfe seines Bruders Hugo, der über berufliche und persönliche Kontakte zu vielen Künstlern verfügte, eine eigene Privatsammlung aufzubauen. Darunter befanden sich Gemälde von Karl Schmidt-Rottluff, Max Pechstein und Wilhelm Kohlhoff, Papierarbeiten von Karl Hagemeister und Käthe Kollwitz sowie Skulpturen von Ernst Barlach und August Gaul. Die Sammlung umfasste mehr als 200 Stücke, das Familienheim glich einem Museum. 1926 starb seine Frau Ella, im Jahr 1934 heiratete er die lettische Witwe Bluma Sifra Haas geborene Brin. Diese brachte den Sohn Werner mit in die Ehe. Die Tochter Hilda wanderte 1935 nach Südafrika aus, der Sohn Helmuth entkam nach Bolivien. Die wirtschaftliche Restriktionen gegen jüdische Geschäftsinhaber führten dazu, dass Robert Graetz nur noch eine 5-Zimmer-Wohnung im eigenen Haus bewohnte und die übrigen Räume vermieteten musste, auch musste er seine Lebensversicherung auflösen und Grundstücke veräußern. 1939 stellte seine Firma ihre Produktion ein. 1940 ließ sich Robert Graetz scheiden, vermutlich weil dadurch Bluma Graetz wieder Lettin wurde und als ausländische Jüdin gewisse Vorteile genoss. Ende 1940 wurde Robert Graetz gezwungen, die Villa in der Erdener Straße zu verkaufen, auch erfolgte am 25. Februar 1941 die Zwangsversteigerung der wertvollen Inneneinrichtung mit einem Teil der Kunstwerke in der Villa. Durch das Versteigerungshaus Gerhard Harms wurden 289 Posten an Möbeln, Hausrat und verschiedenartigen Kunstobjekten zu einem Gesamterlös von 9.942 Reichsmark veräußert. Nach Zahlung der Versteigerungsgebühren wurde der Restbetrag auf das Konto von Bluma Graetz, auf deren Name die Versteigerung angemeldet worden war, am 4. März 1941 überwiesen. Es ist jedoch sehr unwahrscheinlich, dass sie das Geld tatsächlich abheben konnte. Robert und Bluma Graetz zogen am 1. März 1941 in eine 2-Zimmer-Wohnung in einem sogenannten Judenhaus in der Wissmannstraße 11 (heute Baraschstraße) zu Artur Barasch. Bluma Graetz wurde im selben Jahr in ein Arbeitslager nach Lettland deportiert. Sie überlebte, konnte aber erst Jahrzehnte später die Sowjetunion Richtung Argentinien verlassen. Robert Graetz wurde am 14. April 1942 mit dem „14. Osttransport“ mit etwa 1000 Menschen vom Bahnhof Grunewald ins Warschauer Ghetto deportiert. Nach dem Ende des Zweiten Weltkriegs wurde das Todesdatum von Robert Graetz auf Beschluss des Amtsgerichts Charlottenburg auf den 31. Dezember 1945 festgesetzt. 2011 wurden schließlich nach einer mehr als ein Jahrzehnt währenden Auseinandersetzung die beiden Gemälde „Gutshof in Dangast“, entstanden 1910, und „Selbstporträt“, entstanden 1920, des Brücke-Künstlers Karl Schmidt-Rottluff an den Erben von Robert Graetz restituiert. | 52.491111 13.272778 |
|      | Marta Franzisca Haendler | Hagenstraße 20A            | 18. Okt. 2024 | |                     |
|      | Bronislawa Hamburger     | Richard-Strauss-Straße 30  | 6. Okt. 2016  | Bronislawa (Bronia) Meyer kam am 11. Dezember 1883 in Lodz als Tochter des Siegfried Meyer und seiner Frau Salomea geborene Heymann auf die Welt. Ihre Geschwister waren Edmund (1882), Fania (1886) und Gustav, dessen Daten unbekannt sind (vielleicht war er das dritte Kind). Bronia heirate 1919 in Berlin Leopold Hamburger, Mitbegründer und Direktor der Privat Telefon Gesellschaft (PRITEG), ein Unternehmen für Telefontechnik, das er zusammen mit Max Salomon gegründet hatte. Dieses Unternehmen installierte und betrieb Telefonsysteme, die von der Firma H. Fuld & Co. Telephon- und Telegraphenwerke in Frankfurt a. M. hergestellt wurden. Für Leopold war es die zweite Ehe. Sie hatten zwei Söhne: Wolfram und Erwin, die vor Beginn des Zweiten Weltkriegs aus Deutschland flüchteten. Erwin wanderte direkt in die USA aus, während sein Bruder Wolfram mit dem Umweg über Jugoslawien und Frankreich später in den USA ankam. Leopold und Bronia Hamburgers Haus in der Jagowstraße 30 (heute: Richard-Strauss-Straße) war Mittelpunkt größerer Feste und Zusammenkünften mit Familie, Freunden und prominenten Künstlern. Leopold Hamburger starb 1940 und wurde auf dem Jüdischen Friedhof in Weißensee beigesetzt. Seine Witwe und Erbin musste das Haus zwangsweise an das Deutsche Reich (die deutsche Wehrmacht) verkaufen, später wurde es zerstört. Bronia Hamburger zog 1941 von der Jagowstraße 30 mit ihrer Mutter Salomea Meyer zunächst in ein Zimmer in der Nähe des Rüdesheimer Platzes (Landauer Straße 11) und bald darauf in die Konstanzer Straße 4 II nahe dem Kurfürstendamm, wo sie zur Untermiete mit ihrer Mutter wohnte. Sie war „ehrenamtlich“ beim Jüdischen Kulturverein (JKV) tätig gewesen. Bronia Hamburger wurde am 29. Januar 1943 nach Auschwitz deportiert und dort im Februar 1943 ermordet. Der Sohn Gerhard aus erster Ehe ihres Mannes war vor Beginn des Zweiten Weltkriegs nach New York geflüchtet. Seine Tochter Wendy Howard wohnte in Richmond (Virginia). |                     |
|      | Clara Hammerstein        | Delbrückstraße 17          | 15. Mai 2014  | Clara Hess kam am 8. April 1877 in Römhild bei Hildburghausen in Thüringen als Tochter des Schuhfabrikanten Maier Hess und dessen Frau Amalie geborene Nordheimer zur Welt. Sie hatte einen Bruder Alfred (1879) und eine Schwester Paula (1881). Sie heiratete 1899 in Erfurt den Kaufmann Gustav Hammerstein, der am 12. September 1870 in Berlin geboren war. Die Tochter Alice wurde am 5. Mai 1900 geboren. Die Familie lebte wohl abwechselnd in Leipzig und in Berlin, Alice lebte 1921 in Leipzig als sie den ebenfalls in Leipzig lebenden Kaufmann Lothar Nordheimer in Berlin heiratete. 1931 wohnte Gustav Hammerstein in Berlin in der Bayreuther Straße 4, 1938 starb er wiederum in Leipzig. Seine Witwe Clara zog nach Berlin in die Delbrückstraße 27 in Grunewald. Dieses Haus gehörte ihrer Cousine Johanna (Henny) Lysley, verwitwete Bormass, geborene Hess. Henny Lysley emigrierte mit ihrem Mann, dem britischen Schauspieler Gerard Richard Lysley, den sie im Jahr 1938 geheiratet hatte, über Triest in die USA. Clara Hammerstein musste in ein Zimmer in der Giesebrechtstraße 18 bei Wagau ziehen. Von dort wurde sie zunächst in das Sammellager an der Großen Hamburger Straße 26, ein ehemaliges jüdisches Altersheim, gebracht und am 13. August 1942 vom Anhalter Bahnhof aus nach Theresienstadt deportiert. Für viele tausend Menschen, auch für sie, war das „Altersghetto“ Theresienstadt, wie die Nationalsozialisten es nannten, ein Durchgangslager. Am 16. Mai 1944 wurde Clara Hammerstein mit 2493 Menschen ins Vernichtungslager Auschwitz weitertransportiert, von denen 2459 ermordet wurden. Die Tochter Alice konnte mit ihrem Mann in die USA entkommen, wo sie 1984 starb. |                     |
|      | Adolf Hanau              | Delbrückstraße 19          | 15. Mai 2014  | Adolf Hanau kam am 23. August 1878 in Roden/Saarlouis als Sohn des Salomon Hanau und seiner Frau Karoline geborene Mai zur Welt. Er arbeitete im Bankgeschäft und war 1919, als er Else Klein geborene Mayer heiratete, bereits Bankdirektor, auch war er Kommerzienrat. Er lebte mit seiner Frau in Düsseldorf, Grafenberger Allee 82. Adolf Hanau war sehr vermögend, er besaß eine umfangreiche Kunstsammlung, die er aufgrund der Repressionen durch die Nazis gezwungenermaßen veräußern musste, so rief das Auktionshaus Leo Spik am 19. Februar 1937 22 Bilder zur Versteigerung auf, die aus dem Hause Hanau stammten. Um 1938 zog das Paar nach Berlin, wo sie mit Elses verwitweter Mutter in der Delbrückstraße 19 lebten. Adolf Hanau gründete 1938 die Firma Adolf Hanau, Bankgeschäft, eingetragen am 8. Februar 1938. Er wurde erstmals verhaftet im November 1938 und war im KZ Sachsenhausen bis zum 13. Dezember 1938 inhaftiert, am 27. Mai 1942 erfolgte eine erneute Verhaftung, er kam wieder nach Sachsenhausen und später nach Auschwitz. Wenige Tage nach seiner Verhaftung wählte Else Hanau die Flucht in den Tod, sie beging am 2. Juni 1942 Suizid. Ihre Mutter Babette Mayer wurde am 27. Juli 1942 nach Theresienstadt deportiert, wo sie am 2. Dezember 1942 ermordet wurde. Adolf Hanau wurde am 25. November 1942 in Auschwitz ermordet. |                     |
|      | Else Hanau               | Delbrückstraße 19          | 15. Mai 2014  | Else Mayer kam am 24. Januar 1885 in Chicago als Tochter des Kaufmanns Robert Siegmund Mayer und seiner Frau Babette geborene Kahn zur Welt. Sie hatte eine ältere Schwester Nathalie Johanna (1877). Ihre Eltern waren geschäftlich bereits seit 1882 in den USA, ihr Vater vertrat dort eine Firma Mayer & Co. Die Familie kehrte zurück nach Deutschland, wo Else 1906 Walther Karl Klein heiratete, von dem sie 1913 geschieden wurde. 1919 heiratete sie in Wiesbaden, wo ihre inzwischen verwitwete Mutter wohnte, den Bankdirektor Adolf Hanau. Bei der Heirat gab Else ihre Religion mit „katholisch“ an, die Familie war konvertiert. Else und Adolf Hanau lebten in Düsseldorf, wo ihr Mann im Bankgeschäft tätig war und die Bezeichnung Kommerzienrat trug, ihre Wohnung befand sich in der Grafenberger Allee 82. Um 1938 zogen sie nach Berlin, wo sie mit Elses verwitweter Mutter in der Delbrückstraße 19 lebten. Ihr Mann gründete 1938 die Firma Adolf Hanau, Bankgeschäft, eingetragen am 8. Februar 1938. Erstmals verhaftet wurde Adolf Hanau im November 1938 und war im KZ Sachsenhausen bis zum 13. Dezember 1938 inhaftiert, eine weitere Verhaftung erfolgte am 27. Mai 1942, er kam wieder nach Sachsenhausen und später nach Auschwitz. Wenige Tage nach seiner Verhaftung wählte Else Hanau die Flucht in den Tod, sie beging am 2. Juni 1942 Suizid. Ihre Mutter Babette Mayer wurde am 27. Juli 1942 nach Theresienstadt deportiert, wo sie am 2. Dezember 1942 ermordet wurde. Adolf Hanau wurde am 25. November 1942 ermordet. Elses Schwester Nathalie, die Louis Meier geheiratet hatte und verwitwet war, überlebte die Deportation nach Theresienstadt. Sie und ihre Tochter Ilse verheiratete Lemken lebten in der Motzstraße 64. |                     |
|      | Martha Hirsch            | Koenigsallee 35            | 28. Sep. 2016 | Martha Loeb kam am 28. Januar 1891 in Stuttgart als Tochter des Benjamin Loeb und seiner Frau Emma geborene Silbermann zur Welt. Sie heiratete am 14. Mai 1914 den Verwaltungsjuristen Otto Hirsch. Die Kinder wurden geboren: Hans-Georg 1916, Grete 1921 und Ursula 1925. 1927 kauften die Brüder Otto und Theodor Hirsch einen ehemaligen Weinberg am Gähkopf in Stuttgart und ließen ein Doppelhaus mit zwei getrennten Eingängen errichten. Im oberen Teil des Gartens pflanzten sie vier Linden. Am 1. Juni 1928 zogen die Familien ein. Otto Hirsch wurde Ende 1933 geschäftsführender Vorsitzender der Reichsvertretung der deutschen Juden in Berlin, für die Gestapo damit einer der Hauptvertreter des deutschen Judentums und entsprechend überwacht. Er pendelte ab Sommer 1933 zwischen Stuttgart und Berlin, im Dezember 1935 zog die Familie nach Berlin in die Koenigsallee 35, das Haus in Stuttgart wurde 1939 verkauft. 1935 wurde Otto Hirsch erstmals verhaftet, eine zweite Verhaftung erfolgte nach den Novemberpogromen 1938 mit einer mehrere Wochen dauernden Inhaftierung im Konzentrationslager Sachsenhausen, schließlich wurde er am 19. Juni 1941 im KZ Mauthausen ermordet. Der Sohn Hans-Georg wanderte 1938 nach Amerika aus, die beiden Töchter 1939 nach England. Martha Hirsch musste noch in die Fasanenstraße 42 ziehen, dann wurde sie am 26. Oktober 1942 über das Sammellager Levetzowstraße nach Riga deportiert. Alle Personen des Transports wurden in den Wäldern von Riga-Rumbula am 29. Oktober 1942 erschossen. |                     |
|      | Otto Hirsch              | Koenigsallee 35            | 28. Sep. 2016 | |                     |
|      | Johanna Jacobsthal       | Douglasstraße 11           | 16. Juni 2022 | Johanna Jacobsthal kam am 19. August 1896 in Berlin als Tochter des Jacob Jacobsthal und seiner Frau Selma geborene Lewinski zur Welt. Sie hatte noch sechs Brüder: Luis Leib, Heinrich, Max, Julius, Elieser und Arthur. Sie lebte als Untermieterin in der Douglasstraße 11 bei Leonard Heimann. Am 6. September 1942 wurde nach Raasiku in Estland deportiert und ermordet. Nur 26 Menschen aus diesem Transport überlebten den Krieg. Der alte Stolperstein mit dem falschen Namen vom 21. August 2006 wurde am 16. Juni 2022 ersetzt | 52.484389 13.262133 |
|      | Frida Kalischer          | Am Bahnhof Grunewald 10    | 15. Okt. 2014 | Frida Julie Albertine Cohn kam am 12. März 1883 in Berlin als Tochter des Bankiers Abraham Adolph Cohn und seiner Frau Hedwig geborene Buki zur Welt. Ihr Vater starb 1885, darauf heiratete ihre Mutter 1889 den Witwer ihrer verstorbenen Schwester Clara, den Professor Dr. Salomon Kalischer. Dieser hatte aus der ersten Ehe zwei Kinder: Franz Erwin (1883) und Eva Albertine Josephine (1881). Salomon Kalischer war Professor für Physik an der Technischen Hochschule Charlottenburg und nahm Frida an Kindes statt an. Frida wurde Schriftstellerin und erlangte mit dem Buch „Der Stern über der Schlucht“, das 1920 im Erich Reiß Verlag erschien und das sie unter dem Pseudonym Fried Kalser schrieb, eine gewisse Bekanntheit. 1931 reiste sie alleine mit dem Schiff von Southampton nach New York. Bis 1935 lebte sie mit ihrer Familie in der Konstanzer Straße 1, ab 1936 lebte sie in der Paulsborner Straße 80 und ab 1939 in der Auerbachstraße 2, heute Am Bahnhof Grunewald 10, in einer Viereinhalb-Zimmer-Wohnung mit Balkon. Sie musste drei Untermieter aufnehmen. Als sie ihre Vermögenserklärung abgeben musste, war sie immer noch eine wohlhabende Frau: trotz der bereits gezahlten Reichsfluchtsteuer von 15.692,50 RM verfügte sie noch über ein Vermögen von circa 75.000,00 RM. Am 13. Dezember 1942 wurde Frida Kalischer zunächst ins Sammellager an der Hamburger Straße gebracht und von dort wieder auf den Bahnhof Grunewald. Am 14. Dezember 1942 wurde sie mit mehr als 800 Menschen mit dem „25. Osttransport“ nach Auschwitz deportiert, wo sie am 31. Dezember 1943 ermordet wurde. Ihr Stiefbruder, Dr. Erwin Kalischer, der als Literaturwissenschaftler, Schauspieler und Regisseur Anfang des 20. Jahrhunderts in Berlin, Zürich und den USA bekannt war, entkam in die Schweiz und danach in die USA, sein Künstlername war Erwin Kalser. |                     |
|      | Bertha Landsberg         | Hubertusallee 69           | 30. Mai 2018  | Bertha Nathan kam am 13. Dezember 1888 in Wartenburg/Allenstein als Tochter des Apothekers Julius Jacob Nathan und seiner Frau Natalie geborene Herrnberg zur Welt. Ihre Eltern hatten 1883 in Allenstein geheiratet, die Familie von Berthas Mutter kam aus Allenstein, ihr Vater aus Elgiszewo/Thorn. Bertha Nathan zog nach Berlin und heiratete 1920 den Dr. der Rechte Hans Theodor Landsberg. Sie wohnten damals in der Motzstraße 60. Hans Landsberg wurde Syndikus für Industriebetriebe, er war zur evangelischen Religion konvertiert. Sie lebten in wirtschaftlich guten Verhältnissen. 1935 starb Berthas Mann Hans. In seinem Testament hatte Hans Landsberg seine Brüder gebeten, auf den ihnen zustehenden Pflichtteilsanspruch zu verzichten. Mit dem Tod ihres Mannes verlor Bertha die wirtschaftliche und soziale Sicherheit. Sie wechselte häufig die Wohnung und lebte u. a. auch bei Freunden. Ihre letzte Wohnung war in der Hubertusbader Straße 15, nunmehr Hubertusallee 69. Am 1. März 1940 musste sie in die Judenwohnung Passauer Straße 2 ziehen. Sie übergab den Familienschmuck Verwandten, die ihrerseits den Schmuck an nichtjüdische Freunde zur Aufbewahrung weitergaben. Im Herbst 1941 wurde Bertha in die Synagoge Levetzowstraße gebracht, die als Sammelstelle diente. Ihr Vermögen wurde eingezogen und sie wurde als ausgebürgerte Jüdin bezeichnet. Mit weiteren 1034 Jüdinnen und Juden wurde Bertha Landsberg am 27. November 1941 mit dem Transport Da 31 vom Bahnhof Grunewald nach Riga in Lettland deportiert. Am 30. November 1941 hielt der Zug kurz vor Riga an. Im Wald von Rumbula wurden alle Personen des Transports erschossen. |                     |
|      | Lotte Lazarus            | Koenigsallee 15            | 4. Apr. 2025  | |                     |
|      | Max Lazarus              | Koenigsallee 15            | 4. Apr. 2025  | |                     |
|      | Elsa Litten              | Niersteiner Straße 5       | 23. März 2014 | Beatrice Elsa Loewy kam am 3. Mai 1892 in Berlin als Tochter des David Adolf Loewy und seiner Frau Gabriella geborene Schlesinger zur Welt. Sie heiratete 1913 in Berlin den Kaufmann Paul Litten, der einen Heu- und Strohgroßhandel sowie eine Presserei hatte. Die Kinder wurden geboren: Erika am 25. August 1914, Lieselotte am 26. Juni 1915 und Ilse am 6. Juli 1923. Zunächst lebte das Paar in der Kirchstraße, Anfang der 1920er Jahre erwarb Paul Litten ein Haus in Grunewald, Niersteiner Straße 5. Die Familie hielt auf dem Nachbargrundstück Pferde, Ziegen und Hühner. Die Töchter konnten mit dem Vater im Grunewald ausreiten. Paul Litten emigrierte 1939 mit seiner Frau und den Töchtern Erika und Ilse nach Palästina. In Sde Warburg mussten alle in der Landwirtschaft arbeiten, ihr Mann Paul starb 1958. Elsa Litten zog in ein Altersheim nach Jerusalem, wo sie 1987 starb. |                     |
|      | Erika Litten             | Niersteiner Straße 5       | 23. März 2014 | Erika kam am 25. August 1914 in Berlin als Tochter des Kaufmanns Paul Litten und seiner Frau Elsa geborene Loewy zur Welt. Ihre Schwestern waren Lieselotte (1915) und Ilse (1923). Die Familie lebte in Grunewald in der Niersteiner Straße 5, ihr Vater betrieb einen Heu- und Strohgroßhandel in Zehlendorf. Die Familie hielt auf dem Nachbargrundstück Pferde, Ziegen und Hühner. Die Töchter konnten mit dem Vater im Grunewald ausreiten. Erika wurde Laborantin. Ihre Schwester Lieselotte ging schon 1935 nach Palästina und überzeugte die Eltern und ihre Schwester, auch dahin auszuwandern. Erika, ihre Schwester Ilse und ihre Eltern emigrierten 1939 nach Palästina. Erika zog aus der ländlichen Siedlung nach Jerusalem und heiratete. Sie starb 2012. |                     |
|      | Ilse Litten              | Niersteiner Straße 5       | 23. März 2014 | Ilse kam am 6. Juli 1923 in Berlin als Tochter des Kaufmanns Paul Litten und seiner Frau Elsa geborene Loewy zur Welt. Ihre Schwestern waren Lieselotte (1915) und Erika (1914). Die Familie lebte in Grunewald in der Niersteiner Straße 5, ihr Vater betrieb einen Heu- und Strohgroßhandel in Zehlendorf. Die Familie hielt auf dem Nachbargrundstück Pferde, Ziegen und Hühner. Die Töchter konnten mit dem Vater im Grunewald ausreiten. Ilse besuchte die Höhere Mädchenschule. Ihre Schwester Lieselotte ging schon 1935 nach Palästina und überzeugte die Eltern und ihre Schwester, auch dorthin auszuwandern. Ilse, ihre Schwester Erika und ihre Eltern emigrierten 1939 nach Palästina. Ilse heiratete mit 17 Jahren Joachim Rosenberg, der Sohn Gabriel wurde 1944 geboren. Sie verließ Sde Warburg, sie starb 2016. |                     |
|      | Lieselotte Litten        | Niersteiner Straße 5       | 23. März 2014 | Lieselotte (Lilo) Litten kam Ende 1915 in Berlin als Tochter des Kaufmanns Paul Litten und seiner Frau Elsa geborene Loewy zur Welt. Ihre Schwestern waren Erika (1914) und Ilse (1923). Lilo besuchte die Höhere Mädchenschule, danach die Berufsschule und machte im Betrieb ihres Vaters eine Lehre. 1934 verließ sie die Familie und ging mit anderen jugendlichen Zionisten nach Schweden auf Hachschara zum Erlernen der Landwirtschaft, 1935 fuhr sie über Triest nach Palästina. Sie arbeitete an mehreren Orten und gründete mit anderen Deutschen den Moschaw Sde Warburg. 1937 fuhr sie nach Berlin und überzeugte ihre Eltern und ihre Schwestern auch nach Palästina auszuwandern. Lilo heiratete Walter Reis und bekam vier Kinder. 1959 starb ihr Mann Walter und sie musste vier Kinder alleine großziehen. Lilo Reis lebte 2021 noch mit 104 Jahren in Sde Warburg. Sie starb 2023 mit 107 Jahren in Israel. |                     |
|      | Paul Litten              | Niersteiner Straße 5       | 23. März 2014 | Paul Litten kam am 21. Juni 1887 Lauenburg/Pommern als Sohn des Adolf Moses Litten und seiner Frau Rosalie geborene Moses zur Welt, seine Schwester hieß Ella (1891). Er wurde Kaufmann und zog nach Berlin. Dort gründete er eine Heu- und Strohgroßhandlung und Presserei in Zehlendorf. 1913 heiratete er Beatrice Elsa Loewy. Die ersten Jahre lebte das Paar in der Kirchstraße 24, dann kaufte Paul Litten ein Haus in Grunewald, Niersteiner Straße 5. Die Kinder wurden geboren: Erika am 25. August 1914, Lieselotte am 26. Juni 1915 und Ilse am 6. Juli 1923. Die Familie hielt auf dem Nachbargrundstück Pferde, Ziegen und Hühner. Die Töchter konnten mit dem Vater im Grunewald ausreiten. Paul Litten emigrierte 1939 mit seiner Frau und den Töchtern Erika und Ilse nach Palästina. Im Moschaw Sde Warburg arbeitete er in der Landwirtschaft. Er starb 1958 in Sde Warburg. |                     |
|      | Babette Mayer            | Delbrückstraße 19          | 15. Mai 2014  | Babette Kahn kam am 4. April 1857 in Ottweiler (Bezirk Trier) als Tochter des Wilhelm Kahn und seiner Frau Johanna geborene Reichard zur Welt. Sie heiratete 1875 in St. Windel den Kaufmann Robert Siegmund Mayer. Zunächst kam die Tochter Nathalie Johanna 1877 in Kaiserslautern auf die Welt. Dann zog die Familie aus geschäftlichen Gründen um 1882 in den USA, dort kam Else am 24. Januar 1885 in Chicago auf die Welt, Babettes Mann vertrat dort eine Firma Mayer & Co. Die Familie kehrte zurück nach Deutschland, wo ihr Mann 1909 starb. Ihre Tochter Else heiratete zunächst Walther Karl Klein, sie wurde 1913 von ihm geschieden und heiratete 1919 den Bankdirektor Adolf Hanau. Damals lebte Babette Kahn in Wiesbaden. Wir wissen nicht, ob sie zu ihrer Tochter nach Düsseldorf zog, jedenfalls lebte sie ab 1938 mit ihrer Tochter und dem Schwiegersohn in Berlin in der Delbrückstraße 19. Ihr Schwiegersohn wurde im November/Dezember 1938 im KZ Sachsenhausen interniert und am 27. Mai 1942 erneut verhaftet und über Sachsenhausen ins KZ Auschwitz deportiert. Ihre Tochter Else Hanau wählte am 2. Juni 1942 die Flucht in den Tod. Babette Mayer wurde im Juli 1942 in das ehemalige jüdische Altersheim an der Großen Hamburger Straße 26 gebracht, das von der Gestapo als Sammellager für die zur Deportation vorgesehenen Juden umfunktioniert worden war. Am 27. Juli 1942 wurde sie von dort mit 100 Menschen mit der Straßenbahn zum Anhalter Bahnhof und dann ins Ghetto Theresienstadt deportiert. Mit ihren 85 Jahren war sie die Älteste dieses Transports, von denen alle anderen zwischen 60 und 80 Jahre alt waren. Sie wurde in die „Krankenstube 3“ gelegt, weil sie altersschwach war. Dort hielt sie noch länger als fünf Monate durch. Am 2. Dezember 1942 ist Babette Mayer gestorben, die Ärzte notierten „Altersschwäche“. |                     |
|      | Salomea Meyer            | Richard-Strauss-Straße 30  | 6. Okt. 2016  | Salomea Sara Czarna Salka Heymann kam am 5. Oktober 1863 in Lodz als Tochter des Yechiel Heymann und seiner Frau Dwojra geborene Dobraniecka zur Welt. Sie heiratete in Lodz im Dezember 1881 Siegfried Meyer aus Hamburg. Sie bekamen in Lodz vier Kinder – 1882 Edmund, 1883 Bronislawa (Bronia), 1886 Fania, und Gustav, dessen Daten unbekannt sind (vielleicht war er das dritte Kind). Die Familie zog nach Berlin und wohnte zunächst in der Dortmunder Straße. Siegfried Meyer starb 1927 und wurde auf dem Jüdischen Friedhof Weißensee begraben. Salomea zog daraufhin zu ihrer verheirateten Tochter Fania Leser in die Fasanenstraße bis diese 1939 in die Schweiz auswanderte. In diesem Jahr starb Salomeas Sohn Edmund und wurde auf dem Jüdischen Friedhof Weißensee neben seinem Vater beigesetzt. Dann zog Salomea zu ihrer Tochter Bronia und deren Mann Leopold Hamburger in die Jagowstraße 30 (heute Richard-Strauss-Straße).1940 starb Leopold Hamburger, Bronia musste das Haus an das Deutsche Reich (die Wehrmacht) verkaufen, Bronia und ihre Mutter zogen zunächst in ein Zimmer in der Nähe des Rüdesheimer Platzes und bald darauf in die Konstanzer Straße. Salomea Meyer wurde am 2. Februar 1943 nach Theresienstadt deportiert und dort am 10. August 1943 ermordet. Die offizielle Todesursache war „Altersschwachsinn“. Salomea Meyer war die Tante des weltberühmten aus Lodz stammenden Pianisten Arthur Rubinstein. Er hat den ersten Absatz in seinem Buch „Erinnerungen – Die frühen Jahre“ Salomea Meyer gewidmet. Edmunds Frau wanderte mit den beiden Söhnen Thomas und Ulrich nach dem Zweiten Weltkrieg in die USA aus. Der Sohn Gustav flüchtete um 1939 nach Chile. |                     |
|      | Jenny Michalski          | Gneiststraße 8             | 21. Aug. 2006 | Jenny Braun kam am 15. Juli 1860 in Kulmsee (Chełmża) bei Thorn (Toruń) im damaligen Westpreußen als Tochter von Adolf Braun und seiner Frau Charlotte geborene Michalski zur Welt. Sie heiratete 1903 in Berlin den Konfektionierer Arthur Michalski, Kinder aus dieser Ehe konnten nicht ermittelt werden. Das Paar muss wohlhabend gewesen sein: im Jahr 1908 unternahm es eine Schiffsreise nach Kanada. Als ihr Mann 1933 starb, lebte das Paar in der Nymphenburger Straße 4, einer gutbürgerlichen Gegend. Verwitwet zog Jenny Michalski in die Forckenbeckstraße 50, 1939 lebte sie wohl gezwungenermaßen in der Pension Ebstein in der Gneiststraße 8. Anfang Juli 1942 musste sich Jenny Michalski in die Sammelstelle Große Hamburger Straße 26 begeben. Von dort wurde sie über den Anhalter Bahnhof mit insgesamt 100 Personen nach Theresienstadt deportiert. In diesem Transport waren acht Personen aus der Pension Ebstein. In Theresienstadt wurde sie in einem der alten Kasernengebäude untergebracht und am 4. Oktober 1942 ermordet. Die offizielle Todesursache war Darmkatarrh. |                     |
|      | Blanca Nehab             | Trabener Straße 45         | 31. Aug. 2023 | Bianca (Blanca) Daniel kam am 30. November 1864 in Stargard als Tochter von Aron Daniel und Jeanette geborene Beermann auf die Welt. 1888 heiratete sie den 1857 in Leszno in Polen geborenen Lederhändler Max Nehab, der mit seinem Bruder Felix die Lederhandlung „Gebrüder Nehab“ in Berlin betrieb. Diese Firma war zunächst in der Großen Hamburger Straße 18/19 ansässig, dann anfänglich noch in ihrem Haus in Grunewald in der Trabener Straße 45. Das Ehepaar hatte außer den Töchtern Elisabeth und Martha einen Sohn, Alfred Nehab. Der musste an den Kämpfen des Ersten Weltkriegs teilnehmen, wurde dabei schwer verwundet und starb 1916 als Sanitäts-Unteroffizier des Infanterie-Regiments 378 an seiner Kriegsverletzung im Lazarett in Kowel. 1934 starb Biancas Mann Max und hinterließ sie allein mit ihren beiden Töchtern Elisabeth und Martha. Diese hatten sich 1938 in der Folge der November-Pogromnacht vergeblich um eine Möglichkeit zur Auswanderung bemüht. Sie blieben bei der Mutter bis zuletzt, zunächst noch in der Trabener Straße 45, dann in der Hektorstraße 3, in die sie zwangsweise umgesiedelt wurden. Im August 1942 bekam Bianca die Vermögenserklärung vorgelegt, ein sicheres Zeichen für die bevorstehende Deportation. Angesichts dieser Bedrohung nahm sich Bianca Nehab am 10. August 1942 das Leben. |                     |
|      | Elisabeth Nehab          | Trabener Straße 45         | 31. Aug. 2023 | Elisabeth Nehab kam am 4. Juli 1891 in Berlin als Tochter des Lederhändlers Max Nehab und seiner Frau Bianca geborene Daniel auf die Welt. Sie hatte noch eine Schwester Martha (1892) und einen Bruder Alfred (1889), der im Ersten Weltkrieg in Kowel/Ukraine fiel. 1913 beendete Elisabeth am Lehrerseminar der Jüdischen Gemeinde Berlin ihre Ausbildung als Religionslehrerin, sie hat den Beruf vermutlich nie ausgeübt. Ihr Vater Max Nehab starb 1934. Elisabeth Nehab lebte zusammen mit ihrer Schwester Martha und ihrer Mutter Bianca in Berlin ab 1935 in der Trabener Straße 45. 1938 versuchte Elisabeth, ein Arbeitsvisum als Gymnastiklehrerin für England zu erhalten, was jedoch nicht gelang. Im August 1942 wählte ihre Mutter angesichts der drohenden Deportation die Flucht in den Tod. Elisabeth und Martha Nehab flohen am 15. September 1942 ins Montafon und versuchten am 24. September 1942 von Gargellen über den Sarotlapass ins Prättigau (Schweiz) zu fliehen. Vor der Grenze wurden sie verhaftet und in den Gemeindearrest im Keller des Schulhauses von St. Gallenkirch gebracht. Dort nahmen sie sich in der Nacht das Leben. |                     |
|      | Martha Nehab             | Trabener Straße 45         | 31. Aug. 2023 | Martha Nehab kam am 20. Juli 1892 in Berlin als Tochter des Lederhändlers Max Nehab und Bianca geborene Daniel auf die Welt. Sie hatte eine Schwester Elisabeth (1891) und einen Bruder Alfred (1889), der im Ersten Weltkrieg in Kowel/Ukraine fiel. Wie ihre um ein Jahr ältere Schwester Elisabeth lernte sie im Lehrerseminar der Jüdischen Gemeinde Berlin. Ob sie in diesem Beruf gearbeitet hat, ist unbekannt. Ihr Vater Max Nehab starb 1934, danach lebten die Schwestern mit ihrer verwitweten Mutter in der Trabener Straße 45. 1938 versuchten die Schwestern, ein Arbeitsvisum als Gymnastiklehrerinnen für England zu erhalten, was jedoch nicht gelang. Im August 1942 nahm ihre Mutter sich angesichts der drohenden Deportation das Leben. Martha und Elisabeth Nehab flohen am 15. September 1942 ins Montafon und versuchten am 24. September 1942 von Gargellen über den Sarotlapass ins Prättigau (Schweiz) zu fliehen. Vor der Grenze wurden sie verhaftet und in den Gemeindearrest im Keller des Schulhauses von St. Gallenkirch gebracht. Dort nahmen sie sich in der Nacht das Leben. |                     |
|      | Betty Nossen             | Caspar-Theyß-Straße 3      | 12. Juni 2009 | Betty Landsberger kam am 16. März 1871 in Posen in einer jüdischen Familie zur Welt. Sie heiratete den Fabrikanten Leopold Nossen und zog mit ihm nach Berlin. Am 9. September 1895 kam ihr Sohn Herbert Ludwig Walter zur Welt, es folgte am 31. Januar 1897 die Tochter Anne-Marie Ilse. Ihr Mann Leopold besaß eine Firma Nossen & Co., Mechanische Fabrik seidener Futterstoffe und Gloriafabrik in der Reinickendorfer Straße 56. Die Familie wohnte Ende des 19. Jahrhunderts in der Kronenstraße in Mitte, Anfang des nächsten Jahrhunderts am Holsteiner Ufer 11 in Tiergarten. Dort kam evtl. eine weiter Tochter, Stephanie Elisabeth im Januar 1905 zur Welt. Leopold Nossen war wirtschaftlich erfolgreich, er kaufte das Haus Caspar-Theyß-Straße 3 in Grunewald, wohin die Familie dann auch zog. Der Sohn Herbert wurde Arzt, daneben betätigte er sich als Schriftsteller, 1930 heiratete er Luise Hammer, die Ehe wurde später wieder geschieden. Stephanie, die sich Steffi nannte, betrieb eine Schule für Gymnastik und Tanz in der Bismarckstraße 1. Mitte der 1920er Jahre starb Leopold Nossen, seine Frau Betty erbte das Haus in der Caspar-Theyß-Straße 3. 1935 emigrierte ihr Sohn Herbert mit seiner Frau in die USA, Anne-Marie gelangte nach England und wurde dort interniert, Steffi emigrierte 1935 in die USA und eröffnete ein Tanzstudio Steffi Nossen, sie heiratete Peter Haendler. Betty Nossen musste aus dem Haus Caspar-Theyß-Straße 3 ausziehen, 1939 wohnte sie in der Regensburger Straße 14 im Hinterhaus 1. OG. Das Haus Caspar-Theyß-Straße wurde ihr abgepresst, 1940 steht als Eigentümer schon der Fiskus im Adressbuch. Am 25. September 1942 wurde sie aus der Sächsischen Straße 2 nach Theresienstadt deportiert, wo sie am 11. Februar 1943 ermordet wurde. Als Todesursache wurde angegeben: Marasmus, Altersschwäche. | 52.49182 13.28215   |
|      | Alfred Rotter            | Kunz-Buntschuh-Straße 16   | 28. Juni 2011 | Alfred Rotter, geb. 14. November 1886 als Alfred Schaie in Leipzig und sein Bruder Fritz gehörten zu den bekanntesten und erfolgreichsten Berliner Theaterdirektoren der Weimarer Republik. Nach dem Konkurs des Rotter-Konzerns setzte er sich mit seiner Frau Gertrud und seinem Bruder Fritz nach Liechtenstein ab, wo sie bei einem Entführungsversuch am 5. April 1933 durch die Nationalsozialisten Franz Roeckle, Rudolf Schädler, Peter Rheinberger und Eugen Frommelt zu Tode kamen. Die Täter wurden in Vaduz angeklagt, doch erhielten sie alle nur eine geringe Strafe. | 52.492976 13.286811 |
|      | Fritz Rotter             | Kunz-Buntschuh-Straße 16   | 28. Juni 2011 | Fritz Rotter, geb. 3. September 1888 als Fritz Schaie in Leipzig, und sein Bruder Alfred gehörten zu den bekanntesten und erfolgreichsten Berliner Theaterdirektoren der Weimarer Republik. Nach dem Konkurs des Rotter-Konzerns setzte er sich mit seinem Bruder und dessen Frau nach Liechtenstein ab, sie handelten aber mit dem Amtsgericht Mitte eine Rückkehr Ende Januar 1933 aus, die jedoch nach dem Machtantritt der Nazis ausgeschlossen war. Er konnte dem Entführungsversuch, bei dem sein Bruder und seine Frau ums Leben kamen, entkommen. Er starb am 7. Oktober 1939 im Gefängnis von Colmar, in das er wegen eines ungedeckten Schecks geraten war. | 52.492976 13.286812 |
|      | Gertrud Rotter           | Kunz-Buntschuh-Straße 16   | 28. Juni 2011 | Gertrud Leers wurde am 25. Dezember 1894 in Hannover geboren, sie heiratete am 10. Juli 1917 den Dramaturgen Alfred Schaie (Rotter). Nach dem Konkurs des Rotter-Konzerns setzte sie sich mit ihrem Ehemann Alfred und dessen Bruder Fritz im Januar 1933 zunächst in die Schweiz, dann nach Vaduz ab, wo sie bei einem Entführungsversuch am 5. April 1933 ums Leben kam. | 52.492976 13.286813 |
|      | Anna Samuel              | Margaretenstraße 2         | 10. Mai 2016  | Anna Friedländer kam am 22. Januar 1874 in Posen (heute Poznan/Polen) als drittes Kind des Arztes und Stadtverordneten Dr. Ludwig Eliezer Friedländer und seiner Frau Ida geborene Weiß zur Welt. Ein Bruder war der 1871 geborene Salomo Friedländer (Mynona). Anna machte eine photographische Ausbildung und besuchte eine Malschule. Die Familie zog nach Berlin und Anna heiratete am 18. Mai 1899 ihren Cousin, den Rabbiner Dr. Salomon Samuel. Dieser war von 1894 bis 1932 erster Rabbiner in der Essener Synagogengemeinde. Die Kinder wurden geboren: Ludwig 1900, Hans 1902, Eva 1904 und Edith 1907. Die Familie lebte dort mit den Schwestern von Salomon Samuel, Ida und Cäcilie Samuel. Anna leitete bis 1925 den jüdischen Frauenverein in Essen, und sie trat als eines der ersten Mitglieder der Essener Gruppe der Internationalen Friedensgesellschaft bei. Als sich Annas Mann zur Ruhe setzte, zog das Paar mit Salomons Schwestern Cäcilie und Ida 1933 nach Berlin in die Koenigsallee 3. Ida starb 1940. Anna, Cäcilie und Salomon mussten zuerst nach Pankow und dann in das Altersheim nach Köpenick in die Mahlsdorfer Straße 94. ziehen. Von dort wurde Anna zusammen mit ihrem Mann Salomon und ihrer Schwägerin Cäcilie am 24. August 1941 in das Ghetto Theresienstadt deportiert, wo sie am 10. Oktober 1942 ermordet wurde. Im Totenschein war „Lungenentzündung“ als Todesursache angegeben. |                     |
|      | Cäcilie Samuel           | Margaretenstraße 2         | 10. Mai 2016  | Cäcilie Samuel kam am 14. März 1870 im westpreußischen Culm an der Weichsel (heute: Chełmno / Polen) als Tochter des Kantors Baruch Samuel und seiner Frau Bertha geborene Friedlaender zur Welt. Ihr Bruder war der spätere Rabbiner Dr. Salomon Samuel, ihre Schwester hieß Ida. Cäcilie wollte Lehrerin werden, musste aber aus Krankheitsgründen die Ausbildung abbrechen. Sie lebte mit ihrer Schwester Ida in der Familie ihres Bruders. Sie arbeitete im Hort der Jüdischen Gemeinde in Essen mit und betreute die Gemeindebibliothek. Beide Schwestern zogen 1933 mit dem Bruder nach Berlin. Ida starb dort 1940 und wurde auf dem Friedhof Weißensee begraben. Cäcilie, in der Familie zärtlich Cilchen genannt, wurde zusammen mit Bruder und Schwägerin zuerst nach Pankow, dann nach Köpenick in das jüdische Altersheim eingewiesen und mit beiden am 24. August nach Theresienstadt deportiert. Dort starb sie zehn Tage nach ihrer Schwägerin und vier Tage nach ihrem Bruder, am 18. Oktober 1942. Im Totenschein ist als Todesursache „Lungenentzündung“ angegeben. |                     |
|      | Salomon Samuel           | Margaretenstraße 2         | 10. Mai 2016  | Den Kindern von Anna und Salomon Samuel erging es wie folgt: Ludwig promovierte in Nationalökonomie und Philosophie, wanderte nach Palästina aus und wurde ökonomischer Berater für die Landwirtschaft, heiratete Mira, die Tochter Hagit wurde 1935 geboren, der Sohn Yoram 1943. Hans wurde Organist und erreichte Palästina 1933 mit einem illegalen Schiff, Eva wurde an der Essener Kunstgewerbeschule ausgebildet und an der Keramischen Werkstatt Margaretenhöhe. 1932 emigrierte sie nach Palästina. Sie lebte mit ihrer Schwester Edith in Rischon Lezion und stellte Keramik her. Edith hatte die Kunstgewerbeschule in Essen und die Kunstakademie Düsseldorf besucht und wurde als Werklehrerin ausgebildet. In Palästina lebte sie zusammen mit ihrer Schwester Eva in Rischon Lezion. Sie stellte Puppen her, auch für die Eltern, die ihre Kinder mit Kindertransporten ins Ausland schicken mussten und die ihre Kinder nachbilden ließen. |                     |
|      | Edith Saul               | Richard-Strauss-Straße 1   | 10. Okt. 2017 | Edith Saul kam am 6. Dezember 1890 in Berlin als Tochter des Kaufmanns Emanuel Saul und seiner Frau Elisabeth (Lisbeth) geborene Mathias zur Welt, sie hatte eine Schwester Gertrud (1881) und zwei Brüder: Martin (1885) und Georg Louis (1884 bis 1915). Der Vater Emanuel Saul betrieb zusammen mit Samuel Weinmann unter der Firma Gebrüder Weinmann bis 1896 eine Möbel- und Bautischlerei. 1898 gründete Lisbeth Saul das „Wohnungs- und Einrichtungshaus L.Saul“ zunächst in der Tauentzienstraße 12a, ab 1920 Tauentzienstraße 8. 1929 waren Geschäft und Wohnung der Sauls in der Bayreuther Straße 36, ab 1933 am Kurfürstendamm 169. Gertrud Saul war Prokuristin im Einrichtungshaus ihrer Mutter, sie gab ihren Beruf als kaufmännische Angestellte an. Vermutlich arbeitete Edith auch im Betrieb ihrer Mutter. Um 1920 starb Emanuel Saul, 1937 starb Lisbeth Saul, damals wohnten die Töchter bei ihrer Mutter am Kurfürstendamm 169–170. Gertrud und Edith zogen in das Haus Jagowstraße 1–3 (heute Richard-Strauss-Straße)(gehörte damals zu Delbrückstraße 19, 21). Dieses Haus gehörte dem jüdischen Fabrikanten Dr. phil h.c. Carl Adler aus Baden Baden. In der Delbrückstraße 19 lebte seit 1938 der jüdische Bankier Hanau mit Familie, so dass die Vermutung nahe liegt, dass hier vorwiegend jüdische Personen untergebracht wurden. Am 9. Mai 1939 lebten hier Gertrud und Edith Saul und Alfred, Eva und Ulla Weinmann. Eva Weinmann war die zweite Frau von Kurt Weinmann, ihr Schwiegervater war Samuel Weinmann, der einstige Geschäftspartner von Ediths und Gertruds Vater Emanuel. Edith Saul und ihre Schwester Gertrud mussten noch umziehen in die Nachodstraße 28 v. IV zu Frost. Von hier wurden sie am 26. Oktober 1942 nach Riga deportiert und am 29. Oktober 1942 nach ihrer Ankunft in den Wäldern bei Riga ermordet. Ihr Bruder Martin lebte in Breslau und wurde am 24. Februar 1943 mit seiner Frau Sophia geborene Hammer zunächst nach Theresienstadt deportiert und 1944 weiter nach Auschwitz, wo er am 9. Oktober desselben Jahres ermordet wurde. Die Steine für Gertrud und Edith Saul wurden von Stephen Eisenstein, dem Enkel von Eva Weinmann, gelegt. |                     |
|      | Gertrud Saul             | Richard-Strauss-Straße 1   | 10. Okt. 2017 | Gertrud Dorothea Saul kam am 23. Dezember 1881 in Berlin als Tochter des Kaufmanns Emanuel Saul und seiner Frau Elisabeth (Lisbeth) geborene Mathias zur Welt. Sie hatte eine Schwester Edith (1890) und zwei Brüder: Martin (1885) und Georg Louis (1884 bis 1915). Der Vater Emanuel Saul betrieb zusammen mit Samuel Weinmann unter der Firma Gebrüder Weinmann bis 1896 eine Möbel- und Bautischlerei. 1898 gründete Lisbeth Saul das „Wohnungs- und Einrichtungshaus L.Saul“ zunächst in der Tauentzienstraße 12a, ab 1920 Tauentzienstraße 8. 1929 waren Geschäft und Wohnung der Sauls in der Bayreuther Straße 36, ab 1933 am Kurfürstendamm 169. Gertrud Saul war Prokuristin im Einrichtungshaus ihrer Mutter, sie gab ihren Beruf als kaufmännische Angestellte an. Um 1920 starb Emanuel Saul, 1937 starb Lisbeth Saul, damals wohnten die Töchter bei ihrer Mutter am Kurfürstendamm 169–170. Gertrud und Edith zogen in das Haus Jagowstraße 1–3 (heute Richard-Strauss-Straße)(gehörte damals zu Delbrückstraße 19, 21). Dieses Haus gehörte dem jüdischen Fabrikanten Dr. phil h.c. Carl Adler aus Baden Baden. In der Delbrückstraße 19 lebte seit 1938 der jüdische Bankier Hanau mit Familie, so dass die Vermutung nahe liegt, dass hier vorwiegend jüdische Personen untergebracht wurden. Am 9. Mai 1939 lebten hier Gertrud und Edith Saul und Alfred, Eva und Ulla Weinmann. Eva Weinmann war die zweite Frau von Kurt Weinmann, ihr Schwiegervater war Samuel Weinmann, der einstige Geschäftspartner von Ediths und Gertruds Vater Emanuel. Gertrud Saul und ihre Schwester Edith mussten noch umziehen in die Nachodstraße 28 v IV zu Frost. Von hier wurden sie am 26. Oktober 1942 nach Riga deportiert und am 29. Oktober 1942 nach ihrer Ankunft in den Wäldern bei Riga ermordet. Ihr Bruder Martin lebte in Breslau und wurde am 24. Februar 1943 mit seiner Frau Sophia geborene Hammer zunächst nach Theresienstadt deportiert und 1944 weiter nach Auschwitz, wo er am 9. Oktober desselben Jahres ermordet wurde. Die Steine für Gertrud und Edith Saul wurden von Stephen Eisenstein, dem Enkel von Eva Weinmann, gelegt. |                     |
|      | Jacob Studinski          | Lynarstraße 5              | 19. Nov. 2021 | Jacob Studinski kam am 22. Dezember 1876 in Czersk (damals Westpreußen, heute Polen) als Sohn des Daniel Studinski und seiner Frau Friederike geborene Herzog zur Welt, seine Geschwister waren Kasper, geboren 1881, Lesser, geboren 1883, Robert Raphael, geboren 1885 und Marianne, geboren 1869. Am 3. Juli 1903 heiratete Jacob Studinski Thekla Natus, die am 12. August 1876 in Gelsenkirchen geboren wurde. Am 14. April 1904 wurde die gemeinsame Tochter Julie geboren. Damals lebte die Familie in Recklinghausen, wo Jacob ab 1904 an der Adresse „Am Markt 8“ ein großes Schuhgeschäft mit 10 bis 12 Beschäftigten besaß. Er war führend in seinem Beruf und übte über 20 Jahre den Vorsitz des Reichsverbandes Deutscher Schuhhändler in Recklinghausen aus. Die Familie Studinski lebte in sehr guten Verhältnissen und bewohnte eine große und elegant eingerichtete Wohnung im gleichen Haus. Nach Boykottaufrufen gegen ihn und dem erzwungenen Verkauf seines Geschäftes in Recklinghausen zog das Ehepaar Studinski 1936 nach Berlin und wohnte zunächst in der Pariser Straße 2, ab 1937 dann in der Lynarstraße 5, 1. OG, im Grunewald. Jacob wollte nahe bei seiner Tochter Julie sein, die mit ihrem Mann Paul Wertheimer und dem Sohn Rolf seit Mitte der 1920er Jahre in Berlin lebte. Julie und Paul Wertheimer flohen mit ihrem Sohn Paul Mitte 1939 nach Argentinien und versuchten auch für Julies Eltern Jacob und Thekla Studinski Visa zu bekommen, was ihnen gelang. Der Ausbruch des Zweiten Weltkrieges verhinderte jedoch deren Ausreise. Thekla Studinski starb am 2. Oktober 1941 in Berlin und wurde in Weißensee beigesetzt. Jacob musste sich schließlich im Sammellager in der Synagoge Levetzowstraße melden und wurde mit dem sog. „5. Osttransport“ am 14. November 1941 in das Ghetto Minsk deportiert. Dort verliert sich seine Spur. Ein Sterbedatum ist nicht überliefert. Er wurde posthum zum 9. Mai 1945 für tot erklärt. Seine drei Brüder wurden in der Shoah ermordet, seine Schwester Marianne, verheiratete Kaatz, wurde am 3. August 1942 nach Theresienstadt deportiert. Sie hatte das Glück, mit dem sog. „Freiheitstransport“ vom 5. Februar 1945 gerettet zu werden. Diese Rettungsaktion, durch die 1200 jüdische Menschen aus unterschiedlichen europäischen Ländern überlebten, ging auf direkte Verhandlungen des Schweizer Bundespräsidenten a. D., Jean-Marie Musy mit dem „Reichsführer SS“ Heinrich Himmler zurück, der im Gegenzug Devisen und Lastkraftwagen für die Wehrmacht verlangte. Marianne Kaatz wanderte nach Kriegsende am 18. Januar 1947 über Paraguay nach Brasilien aus. |                     |
|      | Natascha Soloweitschik   | Wildpfad 5                 | 30. Mai 2018  | |                     |
|      | Nikolai Soloweitschik    | Wildpfad 5                 | 30. Mai 2018  | |                     |
|      | Lydia Soloweitschik      | Wildpfad 5                 | 30. Mai 2018  | |                     |
|      | Eugenie Unger            | Koenigsallee 11A           | 4. Apr. 2025  | |                     |
|      | Ella Weiler              | Lynarstraße 11             | 17. Mai 2023  | Ella Ederheimer kam am 14. Dezember 1879 in Frankfurt/Main als Tochter des Samuel Ederheimer und seiner Frau Pauline geborene Honig zur Welt. 1903 heiratete sie in Frankfurt den Kaufmann Fritz Weiler. Die Kinder wurden geboren: Carl am 31. Juli 1904 und Mathilde am 29. Dezember 1908. Ihr Mann handelte damals mit Lederwaren. 1914 zog die Familie auf Bitten des Vaters von Fritz, Moses Weiler, dann nach Brakel Kreis Höxter, wo Fritz Weiler in die teilweise seiner Familie gehörende Firma Weiler, Heineberg & Flechtheim A.G. eintrat, eine in der Region führende Firma im Landhandel. Fritz Weiler war Vorstandsmitglied in dieser Firma und bezog ein Monatsgehalt von 2000 RM. Ihm gehörte 1/5 des Aktienkapitals von 200.000,-- RM. Um 1920 kaufte er eine Villa in Brakel, Am Gänseanger 5, die zwölf Zimmer hatte sowie Küche, zwei Badezimmer, einen Weinkeller und Nebengelass, auch befand sich im Haus ein Lastenaufzug für Speisen und Getränke. Die Familie beschäftigte eine Köchin und ein Hausmädchen. 1936 musste diese Villa verkauft werden, die Einrichtung wurde teils nach Berlin verschickt, zum Teil auch veräußert. 1936 wurde die Firma Weiler, Heineberg & Flechtheim A.G. arisiert. Der Sohn Carl studierte Jura in Freiburg und Breslau und wurde promoviert. Nach seiner Ernennung zum Hilfsrichter in Berlin 1933 wurde er wegen der diskriminierenden Gesetzgebung wieder entlassen, er arbeitete bis zu seiner Emigration 1937 als Rechtsberater der elterlichen Firma in Brakel. Die Tochter Mathilde hatte Joszef Fodor geheiratet und lebte mit ihm in Budapest. Fritz Weiler und seine Frau zogen 1936 nach Berlin, wo Fritz ein Handelsgeschäft für Sämereien in der Lietzenburger Straße 5 betrieb, privat lebte das Paar in der Lynarstraße 11 in Grunewald in einer Fünf-Zimmer-Wohnung. Der Sohn Carl lebte bis zu seiner Emigration Ende 1937 in der Lietzenburger Straße 5, von dort aus betrieb er die Liquidation der Firma Weiler, Heineberg & Flechtheim A.G. Ella und Friedrich Weiler versuchten über die Schweiz auszuwandern, zu diesem Zweck packten sie zwei große Koffer und übergaben diese der Spedition Charles Brändli A.G. in Basel. Die Auswanderung scheiterte jedoch. Fritz Weiler nannte immer noch ein Vermögen von ca. 30.000,-- RM sein eigen. Am 8. Juli 1942 wurden Fritz und Ella Weiler aus der Lynarstraße 11 über den Anhalter Bahnhof mit dem 17. Alterstransport nach Theresienstadt deportiert und von dort weiter am 19. September 1942 in das Vernichtungslager Treblinka, wo sie vermutlich sofort ermordet wurden. Der Sohn Carl emigrierte 1937 in die USA, er heiratete, zwei Töchter wurden geboren. 1988 starb er in Baltimore. Die Tochter Mathilde hatte mit ihrem Mann Jozsef Fodor den Sohn Alexander Karl (Charles) am 14. Juli 1936 bekommen. 1944 wurde Mathilde aus Budapest deportiert, in Österreich wurde sie im KZ Lichtenwörth bei Schanzarbeiten eingesetzt, wo sie Ende 1944/Anfang 1945 an Typhus und Unterernährung starb. Ihr Sohn und ihr Mann konnten entkommen. |                     |
|      | Friedrich Weiler         | Lynarstraße 11             | 17. Mai 2023  | Friedrich Fritz Weiler kam am 11. April 1875 in Brakel/Höxter/Westfalen als Sohn des Kaufmanns Moses Weiler und seiner Frau Mathilde geborene Kalmann zur Welt. Seine Geschwister waren Clementine (1864), Luise (1867) und Hermann (1870). Fritz wurde Kaufmann, zog nach Frankfurt am Main und heiratete am 15. Mai 1903 Ella Ederheimer. Die Kinder wurden geboren: Carl am 31. Juli 1904 und Mathilde am 29. Dezember 1908. Fritz Weiler handelte mit Lederwaren. 1914 zog die Familie auf Bitten des Vaters von Fritz, Moses Weiler, dann nach Brakel Kreis Höxter, wo Fritz Weiler in die teilweise seiner Familie gehörende Firma Weiler, Heineberg & Flechtheim A.G. eintrat, eine in der Region führende Firma im Landhandel. Besondere Spezialität war der Handel mit Kleesaaten, die aus Ländern wie Ungarn, Italien und Böhmen importiert wurden. Fritz Weiler war im Vorstand dieser Firma und bezog ein Monatsgehalt von 2000 RM. Ihm gehörte 1/5 des Aktienkapitals von 200.000,-- RM. 1916 wurde Fritz Weiler zum Militär eingezogen; er kämpfte an der Ostfront gegen Russland. Hierfür erhielt er das Eiserne Kreuz. Um 1920 baute er eine Villa in Brakel, Am Gänseanger 5, die zwölf Zimmer hatte sowie Küche, 2 Badezimmer, einen Weinkeller und Nebengelass, auch befand sich im Haus ein Lastenaufzug für Speisen und Getränke. Die Familie beschäftigte eine Köchin und ein Hausmädchen. 1936 musste diese Villa verkauft werden, die Einrichtung wurde teils nach Berlin verschickt, zum Teil auch veräußert. 1936 wurde die Firma Weiler, Heineberg & Flechtheim A.G. arisiert. Der Sohn Carl hatte Jura in Freiburg und Breslau studiert und war promoviert worden. Nach seiner Ernennung zum Hilfsrichter in Berlin 1933 wurde er wegen der diskriminierenden Gesetzgebung wieder entlassen, er arbeitete dann als Rechtsberater der elterlichen Firma in Brakel. Er übernahm 1936 teilweise die Auflösung des elterlichen Haushalts und zog dann mit seinen Eltern nach Berlin. Die Tochter Mathilde hatte den Elektrotechniker Joszef Fodor geheiratet und lebte mit ihm in Budapest. Fritz Weiler und seine Frau zogen 1936 nach Berlin, wo Fritz ein Geschäft für Sämereien in der Lietzenburger Straße 5 betrieb, privat lebte das Paar in der Lynarstraße 11 in Grunewald in einer Fünf-Zimmer-Wohnung. Der Sohn Carl lebte bis zu seiner Emigration Ende 1937 in der Lietzenburger Straße 5, von dort aus betrieb er die Liquidation der Firma Weiler, Heineberg & Flechtheim A.G. Fritz und Ella Weiler versuchten über die Schweiz auszuwandern; zu diesem Zweck packten sie zwei große Koffer und übergaben diese der Spedition Charles Brändli AG in Basel. Die Auswanderung scheiterte jedoch. Fritz Weiler nannte immer noch ein Vermögen von ca. 30.000,-- RM sein eigen. Am 8. Juli 1942 wurden Fritz und Ella Weiler aus der Lynarstraße 11 über den Anhalter Bahnhof mit dem 17. Alterstransport nach Theresienstadt deportiert und von dort weiter am 19. September 1942 in das Vernichtungslager Treblinka, wo sie vermutlich sofort ermordet wurden. Der Sohn Carl emigrierte im Herbst 1937 in die USA, heiratete, zwei Töchter wurden geboren. 1988 starb Carl in Baltimore. Die Tochter Mathilde hatte mit ihrem Mann Jozsef Fodor den Sohn Alexander Karl (Charles) am 14. Juli 1936 bekommen. 1944 wurde Mathilde aus Budapest deportiert, in Österreich wurde sie im KZ Lichtenwörth bei Schanzarbeiten eingesetzt, wo sie Ende 1944/Anfang 1945 an Typhus und Unterernährung starb. Ihr Sohn und ihr Mann konnten entkommen.                                  |                     |
|      | Eva Weinmann             | Richard-Strauss-Straße 1   | 22. Okt. 2015 | Eva Buka kam am 7. März 1892 in Berlin als Tochter des Professors für Mathematik an der Universität Berlin Felix Buka und seiner Frau Flora geborene Hirschfeld zur Welt. Eva ging auf eine Höhere Töchterschule in Charlottenburg, dann wurde sie auf ein Pensionat in Dresden geschickt. Sie heiratete 1912 den Chemiker Dr. Bruno Fels, die Kinder wurden geboren: Ursula 1913 und Klaus 1916. Die Ehe wurde 1921 geschieden, 1923 heiratete sie Kurt Weinmann, die Tochter Ulla wurde am 8. Dezember 1924 geboren. Kurt Weinmann war Mitinhaber des Geschäfts Gebr. Weinmann am Spittelmarkt, dessen Spezialität die Umorganisation und Modernisierung von Betrieben war, auch wurden Büroeinrichtungen und -artikel wie Rechenmaschinen und Adressierautomaten verkauft. Nach der Weltwirtschaftskrise 1931 brach die Firma jedoch zusammen. Kurt und Eva Weinmann waren gezwungen, in bescheideneren Verhältnissen zu leben. Nach dem Tod ihres Mannes 1934 musste sie mit den Resten des Vermögens und den Erlösen der Vermietung eines Teils ihrer Wohnung auskommen. Bis 1934 hatten sie in Spandau in der Wörther Straße 47 und in der Franzstraße 17 gewohnt. Dann zog sie nach Grunewald in die Jagowstraße 1–3, (heute Richard-Strauss-Straße). 1939 lebte Eva Weinmann mit ihrer Tochter dort und ihrem Schwager Alfred Weinmann sowie den Schwestern Gertrud und Edith Saul. Die Tochter Ulla gelangte mit einem Kindertransport 1939 nach England. Eva Weinmann tauchte eine Zeit lang unter, die letzte Adresse vor der Deportation war Ringbahnstraße 5 in Halensee, sie hatte ein möbliertes Zimmer bei Martha Pincus und war Zwangsarbeiterin. Am 29. November 1942 wurde sie aus der Sammelstelle Große Hamburger Straße 26 zum Güterbahnhof Moabit gebracht, wo sie in einen Zug der Reichsbahn gesteckt wurde, der 998 Menschen nach Auschwitz deportierte. Ihr Todesdatum ist unbekannt. Ursula Fels heiratete 1936 Martin Eisenstein und floh nach Südafrika, ihre Kinder sind Eva und Stephen, Klaus Fels emigrierte nach Kalifornien. Ulla Weinmann heiratete 1947 Wilfred Leonard Goodman und erlangte die britische Staatsbürgerschaft. Die Ehe wurde 1956 geschieden und Ulla starb 1975 in Kassel. | 52.485278 13.279167 |
|      | Marie Wolff              | Gneiststraße 8             | 21. Aug. 2006 | Marie Hofmann kam am 9. November 1863 in Pilsen als Tochter des Großhändlers Simon Hofmann und seiner zweiten Frau Therese geborene Wölfler zur Welt. In erster Ehe war ihr Vater mit Henriette Wölfler verheiratet gewesen, bis sie starb. Marie hatte 11 Geschwister bzw. Halbgeschwister. Sie heiratete 1889 in Pilsen Josef Wolff, der am 25. Juli 1857 in Neuwied geboren war. 1890 kam die Tochter Johanna in Chemnitz auf die Welt. Dort heiratete sie 1920 den Arzt Dr. Paul Theodor Reiche, geboren am 9. September 1878 in Berlin. Die Familie zog nach Berlin, wo Josef Wolff 1934 starb. Ihr Schwiegersohn praktizierte in der Neuen Kantstraße 1. 1939 lebte Marie Wolff in der Pension Ebstein in der Gneiststraße 8. Anfang Juli 1942 musste sich Marie Wolff in die Sammelstelle Große Hamburger Straße 26 begeben. Von dort wurde sie über den Anhalter Bahnhof mit insgesamt 100 Personen nach Theresienstadt deportiert. In diesem Transport waren acht Personen aus der Pension Ebstein. In Theresienstadt wurde sie in einem der alten Kasernengebäude untergebracht und am 26. Februar 1943 ermordet. Die offizielle Todesursache war Zellengewebeentzündung und Blutvergiftung. Zu gleicher Zeit waren in Theresienstadt ihre Tochter Johanna mit ihrem Mann und ihr Bruder Julius Hofmann. Ihre Tochter und ihr Schwiegersohn überlebten, ihr Bruder Julius wurde auch ermordet. Zwei Stolpersteine sind zum Gedenken an ihre Tochter Johanna und an deren Mann Dr. Paul Reiche an der Neuen Kantstraße 1 verlegt worden, wo sie wohnten und er seine Arztpraxis hatte. Sohn Peter Reiche, der in der Wohnung Neue Kantstraße 1 geboren wurde, war 1938 mit einem Kindertransport nach England gerettet worden, er starb 2008 und wurde in Berlin beerdigt. |                     |